# Team Cup (golf)
La Team Cup, precedentemente nota come The Hero Cup, è un torneo di golf che si disputa ogni due anni, a partire dal 2023, ed è la reminiscenza del Seve Trophy, un torneo disputatosi per otto edizioni tra il 2000 ed il 2013.
Per ragioni di sponsorizzazione con la società indiana Hero MotoCorp, la prima edizione fu chiamata Hero Cup.
La selezione campione in carica è la squadra di Gran Bretagna/Irlanda che si è aggiudicata il titolo nell'edizione del 2025.

## Formula
Gli incontri di Team Cup prevedono vari tipi di match play tra i giocatori scelti tra le 2 squadre giocati ciascuno su 18 buche. Secondo la formula ora in vigore la competizione prevede cinque sfide foursomes, dieci fourball e dieci incontri individuali. Il vincitore o la coppia vincitrice di ogni sfida ottiene un punto per la propria squadra, in caso di pareggio entrambe le squadre ottengono mezzo punto, nessun punto per la sconfitta.
Un incontro foursome è una partita tra due coppie di golfisti: i giocatori della stessa squadra si alternano però nel colpire la pallina. Il fourball è sempre una partita tra due coppie, ma ogni giocatore conclude la propria buca in autonomia, scegliendo il risultato migliore della coppia, e confrontandolo con quello degli avversari. Una sfida individuale è infine una partita tra due golfisti in cui ognuno finisce la propria buca e confronta il suo risultato con quello dell'avversario. In tutti e tre i casi ciascuna buca viene vinta dalla squadra o dal singolo con il numero minore di colpi, e chi vince più buche si aggiudica l'incontro.
Le sfide si svolgono nell'arco di tre giorni: da venerdì a domenica, per un totale di 20 incontri. Il venerdì si giocano cinque fourball. Il sabato si giocano due di cinque incontri foursomes e la domenica si svolgono 10 sfide individuali: scendono quindi in campo per la prima volta tutti e dieci i giocatori delle due squadre. Alla fine delle tre giornate risulta vincitrice la squadra che ha ottenuto il maggior numero di punti. Secondo il regolamento la squadra campione in carica mantiene la coppa in caso di pareggio (14 punti), la squadra sfidante deve quindi realizzarne almeno 14 e ½ per ottenere la vittoria.

## Composizione delle squadre
Per le prime due edizioni, tutti i giocatori furono scelti dai capitani con il benestare dell'allora capitano del team europeo della Ryder Cup, Luke Donald.

## Albo d'oro
| Anno | Sede                           | Squadra vincitrice Capitano       | Punteggio | Punteggio | Squadra sconfitta Capitano            |
| ---- | ------------------------------ | --------------------------------- | --------- | --------- | ------------------------------------- |
| 2023 | Abu Dhabi Golf Club, Abu Dhabi | Europa Francesco Molinari         | 14½       | 10½       | Gran Bretagna/Irlanda Tommy Fleetwood |
| 2025 | Abu Dhabi Golf Club, Abu Dhabi | Gran Bretagna/Irlanda Justin Rose | 17        | 8         | Europa Francesco Molinari             |

### Vittorie per squadra
| Selezione             | Vittorie | Anni |
| --------------------- | -------- | ---- |
| Europa                | 1        | 2023 |
| Gran Bretagna/Irlanda | 1        | 2025 |